# Nightwing (álbum de Marduk)
Nightwing es el quinto álbum de estudio de la banda sueca de black metal Marduk. Fue grabado y mezclado en los estudios The Abyss entre octubre y noviembre de 1997 y lanzado en abril de 1998 a través de Osmose Productions. El tema central del álbum es la sangre, como en el siguiente álbum Panzer Division Marduk el tema central es la guerra y finalmente en La Grande Danse Macabre es la muerte, conformando así una trilogía que consiste en la visión que tiene Marduk del Black Metal; "Sangre, Guerra y Muerte".
En el 2008 el álbum fue relanzado con una nueva y mejor producción, una portada alternativa y un DVD en vivo de un show en Róterdam en 1998.

## Temática
En Nightwing, el tema central es la sangre, el cual se divide en dos partes: La primera muestra la forma satanica con que Marduk está acostumbrado a escribir sus letras, pero la segunda parte cuenta la historia de Vlad 'Tepes' Drakul, el empalador de Valaquia quien combatió la invasión Otomana a Europa, empezando la historia desde la canción "Deme Quaden Thyrane", una canción de su tercer álbum, Opus Nocturne y continuando la historia con "Dracul Va Domni Din Nou In Transylvania" de Heaven Shall Burn... When We Are Gathered. "Deme Quaden Thyrane" aparece regrabada Legion' como vocalista y un pequeño cambio en en las letras al final de la canción.

## Lista de canciones
| Chapter I - Dictionnaire Infernal |                     |          |  |
| N.º                               | Título              | Duración |  |
| 1.                                | «Preludium»         | 2:09     |  |
| 2.                                | «Bloodtide (XXX)»   | 6:43     |  |
| 3.                                | «Of Hells Fire»     | 5:22     |  |
| 4.                                | «Slay the Nazarene» | 3:48     |  |
| 5.                                | «Nightwing»         | 7:34     |  |

| Chapter II - The Warlord of Wallachia |                                  |          |  |
| N.º                                   | Título                           | Duración |  |
| 6.                                    | «Dreams of Blood and Iron»       | 6:19     |  |
| 7.                                    | «Dracole Wayda»                  | 4:07     |  |
| 8.                                    | «Kaziklu Bey (The Lord Impaler)» | 4:02     |  |
| 9.                                    | «Deme Quaden Thyrane»            | 5:06     |  |
| 10.                                   | «Anno Domini 1476»               | 2:13     |  |

## DVD de la versión relanzada
Live in Rotterdam 1998
1. Of Hells Fire
2. Those Of The Unlight
3. Slay The Nazarene
4. The Black...
5. Still Fucking Dead
6. Sulphur Souls
7. Dreams Of Blood And Iron
8. Beyond The Grace Of God

## Créditos
- Legion – voz
- Morgan Steinmeyer Håkansson – guitarra
- B. War – bajo
- Fredrik Andersson – batería
- Peter Tägtgren – mezclas